# Tvarožná (okres Kežmarok)
Tvarožná je obec na Slovensku v okrese Kežmarok v Prešovském kraji. Leží na jihozápadním úpatí Levočských vrchů, při hranici bývalého vojenského obvodu Javorina. Přes obec protéká několik potoků, z nich největší je Tvarožniansky potok, nazývaný také Durand.

## Dějiny
První písemná zmínka o obci je z roku 1268 a vzpomíná se jako Villa Durand. V tomto období zde již žili němečtí sídelníci pocházející z Porýní a Saska, který přišli po tatarském vpádu. Sídelníci byli pozváni na území Spiše uherským králem aby obnovily a zhodnotilo zpustošenou krajinu. Roku 1271 byly obci uděleny městská práva spolu s dalšími obcemi, kde se usadili němečtí osadníci. Formující se městečko patřilo do Společenství spišských Sasů a později do Provincie XXIV spišských měst. Roku 1412 bylo zálohována Polsku spolu s dalšími dvanácti městy z původní Provincie XXIV spišských měst a ještě is podolínským a Staroľubovniansky panstvím. Od zrušení zálohu roku 1772 po rok 1876 patřilo městečko do Provincie XVI. spišských měst. Po zrušení tohoto sdružení se z městečka stala opět obec. Obyvatelé městečka či obce se zabývali převážně zemědělstvím as ním souvisejícími řemesly. Tento charakter si obec zachovala i za ČSR. Po roce 1945 nastal v historii obce zásadní průlom. Jednou z kapitol Košického vládního programu byl i odsun Němců žijících na území Československa. Odsun se dotkl i Spiše a tedy i Tvarožné. Větší část německého obyvatelstva byla násilně vystěhována a jen někteří se vrátili zpět domů. Tak skončila téměř 700letá etapa ve vývoji obce.

## Architektura
Z architektonického hlediska má jádro obce charakter středověkého spišského městečka. Náměstí má podlouhlý tvar a je v podstatě hlavní ulicí obce. Na obou stranách ulice stojí měšťanské domy převážně ze 17. až 19. století, ale pravděpodobně mají gotické základy. Domy, které se zde nacházejí, jsou typické pro sever a střed Spiše. Škoda je, že chybí snad nejcharakterističtější prvek této architektury, což jsou dřevěné sedlové střechy. V obci se nachází i římskokatolický gotický kostel ze 13. století. Kostel byl v 15. století goticky přestavěn a o tři století později klasicistně upravován. Evangelický kostel je z roku 1778 a je postaven v barokně-klasicistním slohu. Za zmínku stojí i tvaroženský mlýn, který stojí asi kilometr od obce u cesty na Kežmarok.

## Původ názvu
Původ názvu obce je zajímavý. V první písemné zmínce se vzpomíná jako Villa Durand. Villa je latinsky vesnice. Durand je název neurčitého původu. Zachoval se v pozdějším německém názvu Durlsdorf. Zajímavé je, že v dokumentu z roku 1288 je název uveden jako Pfarossni, což svědčí o slovanských počátcích obce vzhledem k tomu, že později se toto pojmenování z úředních dokumentů vytrácí, protože dominanci získává německé etnikum. Název Pfarossni je předchůdcem pozdějšího názvu Tvarožná. Maďarské pojmenování obce je buď odvozeno od slovanského, čili Tvarosnya nebo od konce 18. století se setkáváme s pojmenováním Durand.

## Galerie

Tvarožná
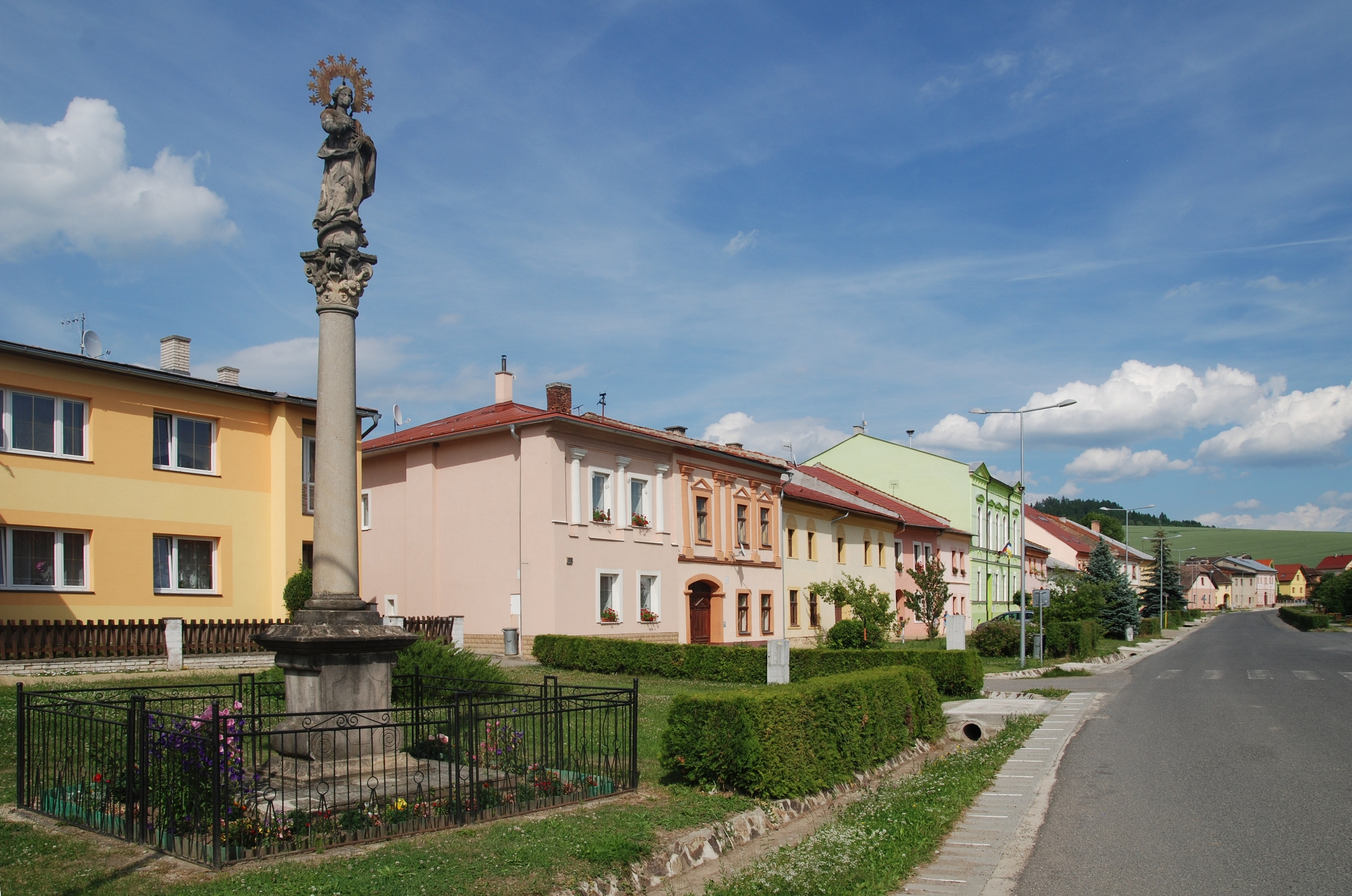
Centrum
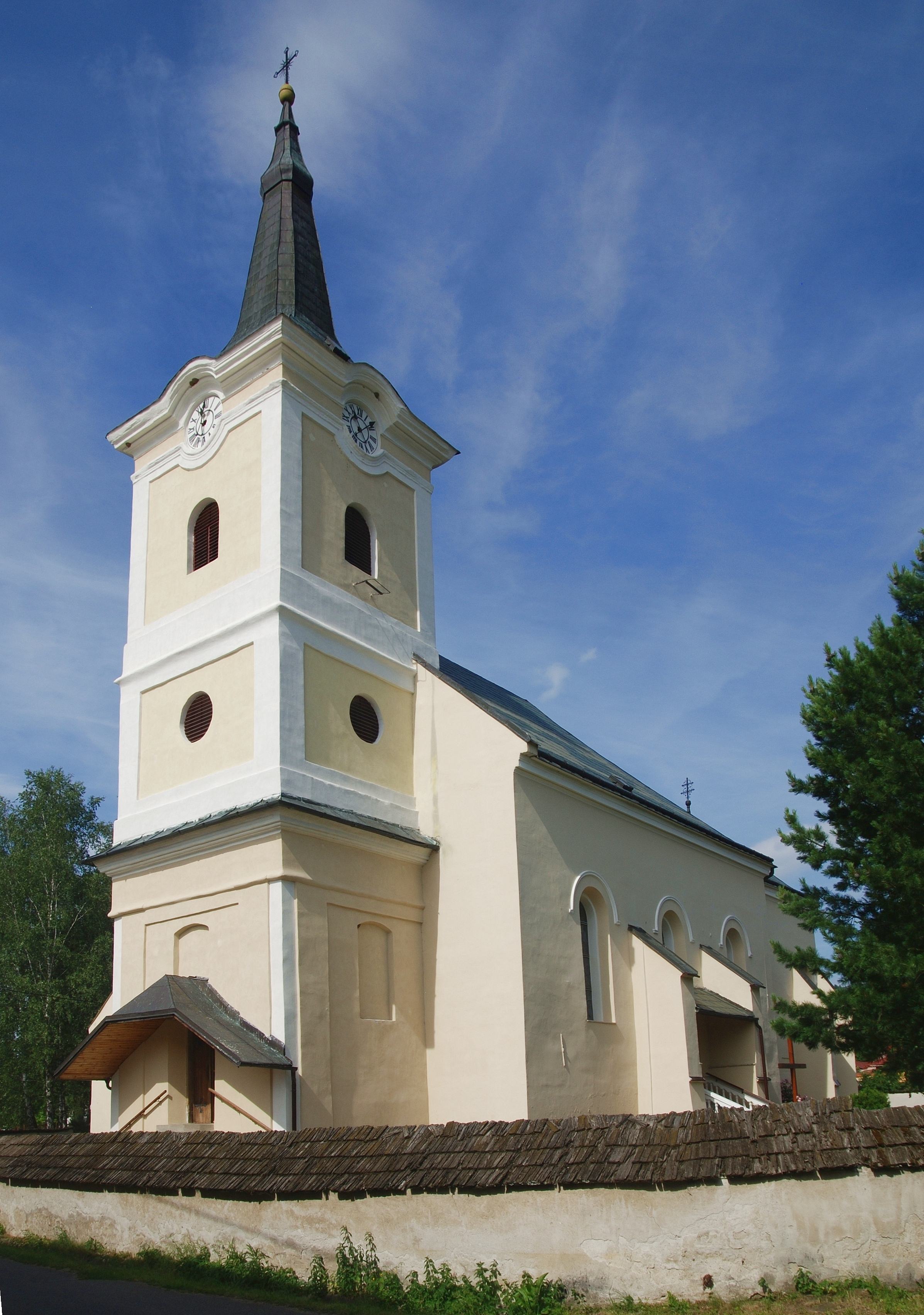
Kostel svatého Matouše
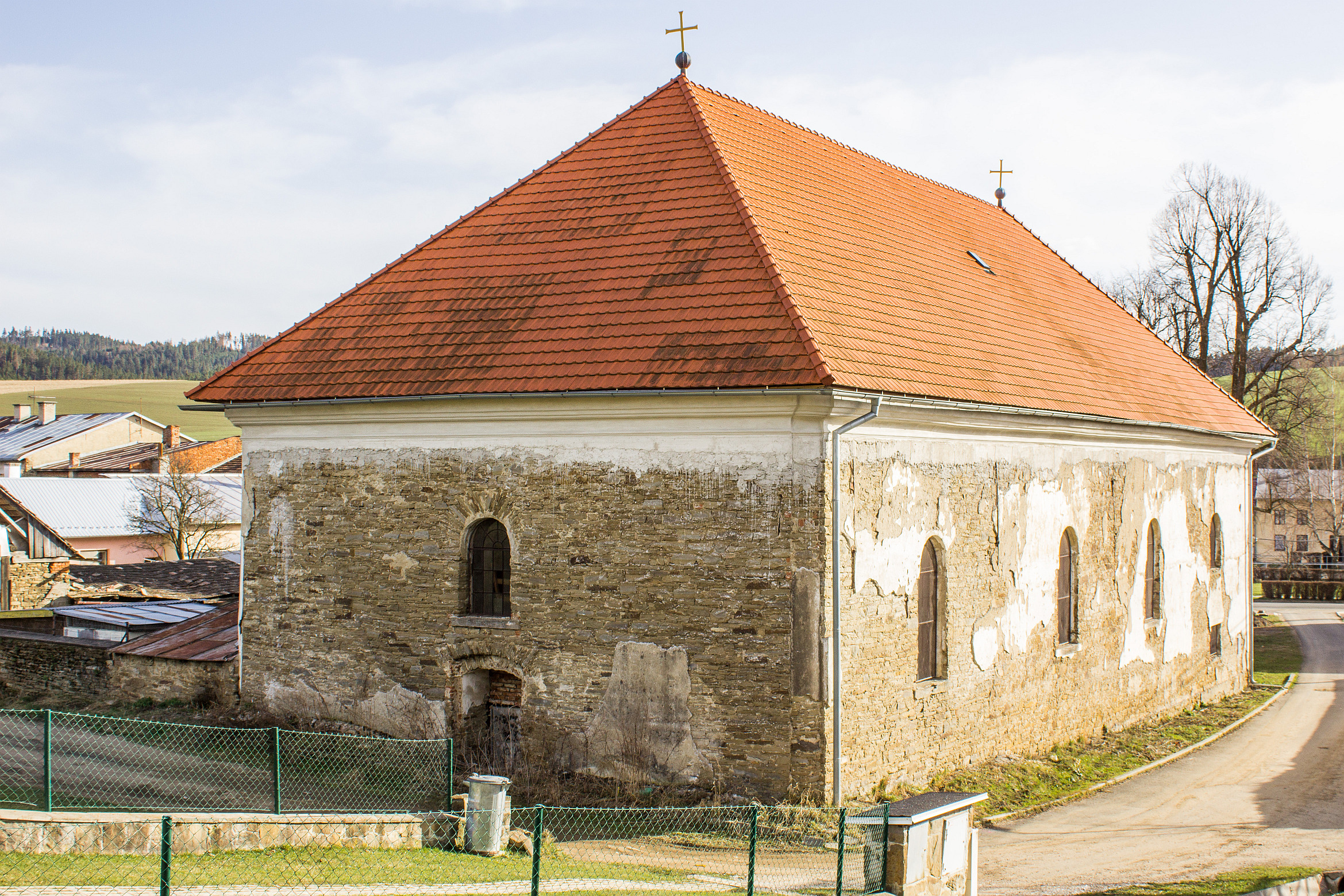
Evangelický kostel
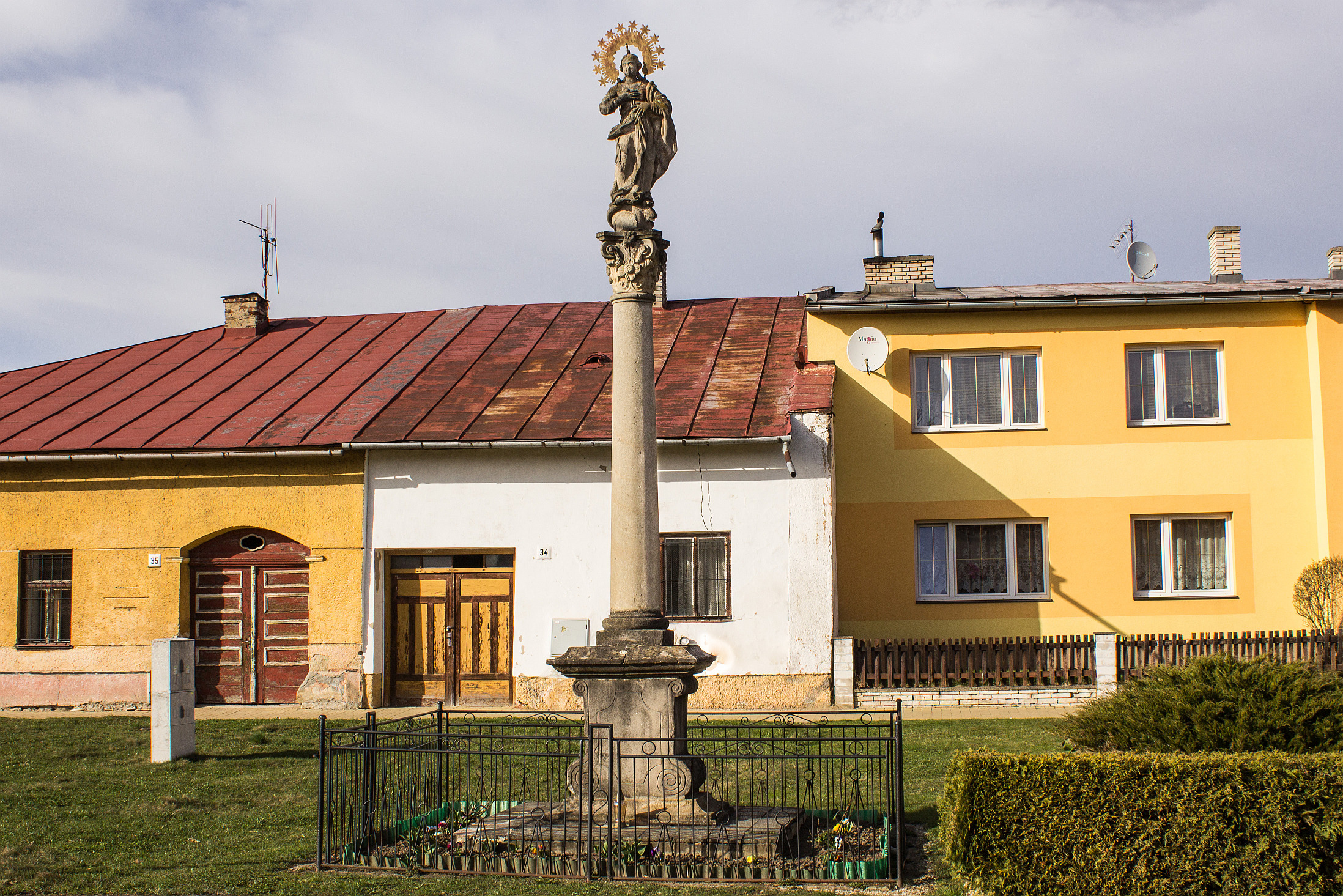
Socha